# 浙江南麂列岛国家级自然保护区
南麂列岛国家级自然保护区，位于浙江省温州市平阳县东南海域，面积19600公顷。1990年成为国家级自然保护区，主要保护对象为海洋贝藻类及其生态环境。
保护区处于台湾暖流与江浙沿岸洋流交汇和交替消涨的海洋区域，属于亚热带海洋季风气候。区内有海洋贝类403种，海洋底栖藻类174种，其中黑叶马尾藻为世界海洋藻类的新种。区内贝藻类种数约占中国的29% 以上。因为保护区贝藻类种类丰富，并且具有温、热带两种区系特征和地域上的断裂分布现象，被认为是中国近海贝藻类的一个重要基因库。